# Do you wanna dance (Blue)
Do you wanna dance is een single van Barry Blue (zijn paspoort vermeldt Barry Ian Green). Het is afkomstig van zijn album Barry Blue. De B-kant bestond uit Don’t put your money on my horse. Blue had slechts twee hitsingles in Nederland, dit nummer en Dancin’ (on a saturday night), een voorafgaande single. Hij zou verder succes hebben met de single met Lynsey de Paul Happy Christmas from you to me en was eigenlijk een van de personen die een andere hitgroep voortbracht. The Rubettes was van origine zijn begeleidingsband (zonder die naam). Als componist schreef hij voor onder andere Céline Dion en Diana Ross.

## Lijsten
In Nederland en België was het weer snel voorbij met Barry Blue, in Engeland hield het plaatje het aanmerkelijk langer uit.

### Nederlandse Top 40
| Hitnotering: week 1/1974 t/m week 6/1974 | Hitnotering: week 1/1974 t/m week 6/1974 | Hitnotering: week 1/1974 t/m week 6/1974 | Hitnotering: week 1/1974 t/m week 6/1974 | Hitnotering: week 1/1974 t/m week 6/1974 | Hitnotering: week 1/1974 t/m week 6/1974 | Hitnotering: week 1/1974 t/m week 6/1974 |
| Week:                                    | 1                                        | 2                                        | 3                                        | 4                                        | 5                                        |                                          |
| ---------------------------------------- | ---------------------------------------- | ---------------------------------------- | ---------------------------------------- | ---------------------------------------- | ---------------------------------------- | ---------------------------------------- |
| Positie:                                 | 30                                       | 18                                       | 14                                       | 18                                       | 27                                       | uit                                      |

### NederlandseDaverende 30
| Hitnotering: 05-01-1974 t/m 02-02-1974 | Hitnotering: 05-01-1974 t/m 02-02-1974 | Hitnotering: 05-01-1974 t/m 02-02-1974 | Hitnotering: 05-01-1974 t/m 02-02-1974 | Hitnotering: 05-01-1974 t/m 02-02-1974 | Hitnotering: 05-01-1974 t/m 02-02-1974 |
| Week:                                  | 1                                      | 2                                      | 3                                      | 4                                      |                                        |
| -------------------------------------- | -------------------------------------- | -------------------------------------- | -------------------------------------- | -------------------------------------- | -------------------------------------- |
| Positie:                               | 21                                     | 15                                     | 11                                     | 16                                     | uit                                    |

### BRT Top 30
| Hitnotering: 12-01-1974 t/m 22-02-1974 | Hitnotering: 12-01-1974 t/m 22-02-1974 | Hitnotering: 12-01-1974 t/m 22-02-1974 | Hitnotering: 12-01-1974 t/m 22-02-1974 | Hitnotering: 12-01-1974 t/m 22-02-1974 | Hitnotering: 12-01-1974 t/m 22-02-1974 |    |     |
| Week:                                  | 1                                      | 2                                      | 3                                      | 4                                      | 5                                      | 6  |     |
| -------------------------------------- | -------------------------------------- | -------------------------------------- | -------------------------------------- | -------------------------------------- | -------------------------------------- | -- | --- |
| Positie:                               | 13                                     | 13                                     | 9                                      | 17                                     | 20                                     | 29 | uit |

### Engeland
| Hitnotering: 03-11-1973 t/m 19-01-1974 | Hitnotering: 03-11-1973 t/m 19-01-1974 | Hitnotering: 03-11-1973 t/m 19-01-1974 | Hitnotering: 03-11-1973 t/m 19-01-1974 | Hitnotering: 03-11-1973 t/m 19-01-1974 | Hitnotering: 03-11-1973 t/m 19-01-1974 | Hitnotering: 03-11-1973 t/m 19-01-1974 | Hitnotering: 03-11-1973 t/m 19-01-1974 | Hitnotering: 03-11-1973 t/m 19-01-1974 | Hitnotering: 03-11-1973 t/m 19-01-1974 | Hitnotering: 03-11-1973 t/m 19-01-1974 | Hitnotering: 03-11-1973 t/m 19-01-1974 | Hitnotering: 03-11-1973 t/m 19-01-1974 | Hitnotering: 03-11-1973 t/m 19-01-1974 |
| Week:                                  | 1                                      | 2                                      | 3                                      | 4                                      | 5                                      | 6                                      | 7                                      | 8                                      | 9                                      | 10                                     | 11                                     | 12                                     |                                        |
| -------------------------------------- | -------------------------------------- | -------------------------------------- | -------------------------------------- | -------------------------------------- | -------------------------------------- | -------------------------------------- | -------------------------------------- | -------------------------------------- | -------------------------------------- | -------------------------------------- | -------------------------------------- | -------------------------------------- | -------------------------------------- |
| Positie:                               | 31                                     | 20                                     | 9                                      | 7                                      | 9                                      | 10                                     | 19                                     | 28                                     | 28                                     | 28                                     | 24                                     | 49                                     | uit                                    |